# Yuval Freilich
Yuval Shalom Freilich (יובל פרייליך; nascido em 24 de janeiro de 1995) é um esgrimista israelita de espada. Em 2019, tornou-se campeão europeu no evento individual.

## Biografia
Yuval Freilich nasceu em Israel e cresceu num lar judaico religiosamente observante em Gush Etzion, no assentamento de Neve Daniel e em Havatzelet HaSharon. Seus pais Gabby (um radiologista) e Rachel Freilich emigraram de Israel para Sydney, na Austrália, e ele tem cinco irmãos. Ele é sobrinho do ex-presidente da Organização de Rabinos da Australásia, Rabi Dovid Freilich.
Em 2000, quando ele era uma criança, sua família se mudou para a Austrália por cinco anos, onde frequentou a escola primária Moriah, mas depois ele retornou a Israel em 2004. Ele serviu como soldado nas Forças de Defesa de Israel e treinou no Instituto Wingate. Mais tarde, frequentou a Universidade Aberta de Israel, em Netanya, e também no Centro Indisciplinar de Herzliya, onde se formou em Direito e Governo.

## Carreira
Freilich começou na esgrima com cinco anos de idade. Seu treinador é Ohad Balva, e seu clube é Hapoel Kfar-Saba.
Em 2011, ele ganhou o Campeonato Europeu de Cadetes. No ano seguinte, aos dezessete anos de idade, venceu o evento masculino do mundial de Cadetes e juniores, em Moscou, e tornou-se o primeiro no ranking mundial de cadetes. Em março de 2014, Freilich ganhou o evento masculino de espada do Campeonato Europeu Junior. No mês seguinte, terminou no 6.º lugar no mundial de juniores.
Em 2015, ele ganhou novamente o Campeonato Europeu Junior, terminando o ano como líder do ranking mundial de juniores. Em fevereiro de 2016, conquistou uma medalha de bronze no evento da Copa do Mundo, Peter Bakonyi, em Vancouver, no Canadá.
Em 18 de junho de 2019, Freilich ganhou o primeiro título europeu de Israel, quando conquistou a medalha de ouro do evento individual no Europeu sediado na cidade alemã de Dusseldórfia. A primeira medalha de Israel neste torneio foi conquistada em 2010 por Noam Mills, que ganhou uma medalha de bronze no evento individual feminino de espada, em Lípsia.